# Temehou
Les Temehou (en égyptien ancien et en libyque ancien : Tmhw ou Temehu ou Tjmhw ou Tjemehu) sont une ancienne confédération libyque ayant vécu dans la partie Est de la Libye antique, comme les Tehenou, les Mâchaouach et les Libou. Le nom Temehu fut notamment utilisé dans un sens plus large par les Égyptiens pour qualifier l'ensemble des Libyens,, tout comme les noms Tehenu et Libu.

## Dénomination
Leur nom a aussi été orthographié Tamehou, Tamehu, Temehu, Timihou, Timhiou, Djemehou ou Djemehu.

## Histoire
C'est sous la VIe dynastie, vers 2300 avant notre ère, que sont mentionnés en Égypte les Temehou.

## Anthropologie historique
Les Temehou auraient été très belliqueux et les rois du Moyen Empire durent souvent les combattre. Les entreprises des Temehou devinrent plus dangereuses sous la XIXe dynastie.
Leur manteau de cuir laissaient souvent apparaître une épaule nue. Sous le Nouvel Empire, ils sont fréquemment représentés et bien reconnaissables à leur natte tressée qui pend devant l’oreille et se recourbe au-dessus de l’épaule. Ils portent souvent des plumes dans leurs cheveux et sont parfois tatoués de tatouages libyques.